# Bataille de la Tchernaïa
Guerre de Crimée
Batailles
- Isaccea (10-1853)
- Oltenița (11-1853)
- Pitsounda (11-1853)
- Sinope (11-1853)
- Cetate (12-1853)
- Silistra (04-1854)
- Kurekdere (08-1854)
- Bomarsund (08-1854)
- Petropavlovsk (08-1854)
- Alma (09-1854)
- Sébastopol (10-1854)
- Balaklava (10-1854)
- Inkerman (11-1854)
- Eupatoria (02-1855)
- Taganrog (05-1855)
- Kars (07-1855)
- Tchernaïa (08-1855)
- Malakoff (09-1855)
- Kanghil (09-1855)
- Kinbourn (10-1855)

La bataille de la rivière Tchernaïa, bataille de la Tchernaïa (en russe : Сражение у Чёрной  речки, Сражение у реки Чёрной) ou bataille du pont Traktir est un affrontement qui a lieu sur les rives de la rivière Tchernaïa (« noire » en russe) pendant la guerre de Crimée le 16 août 1855 entre la Russie et une coalition de troupes françaises et sardes.

## Déroulement

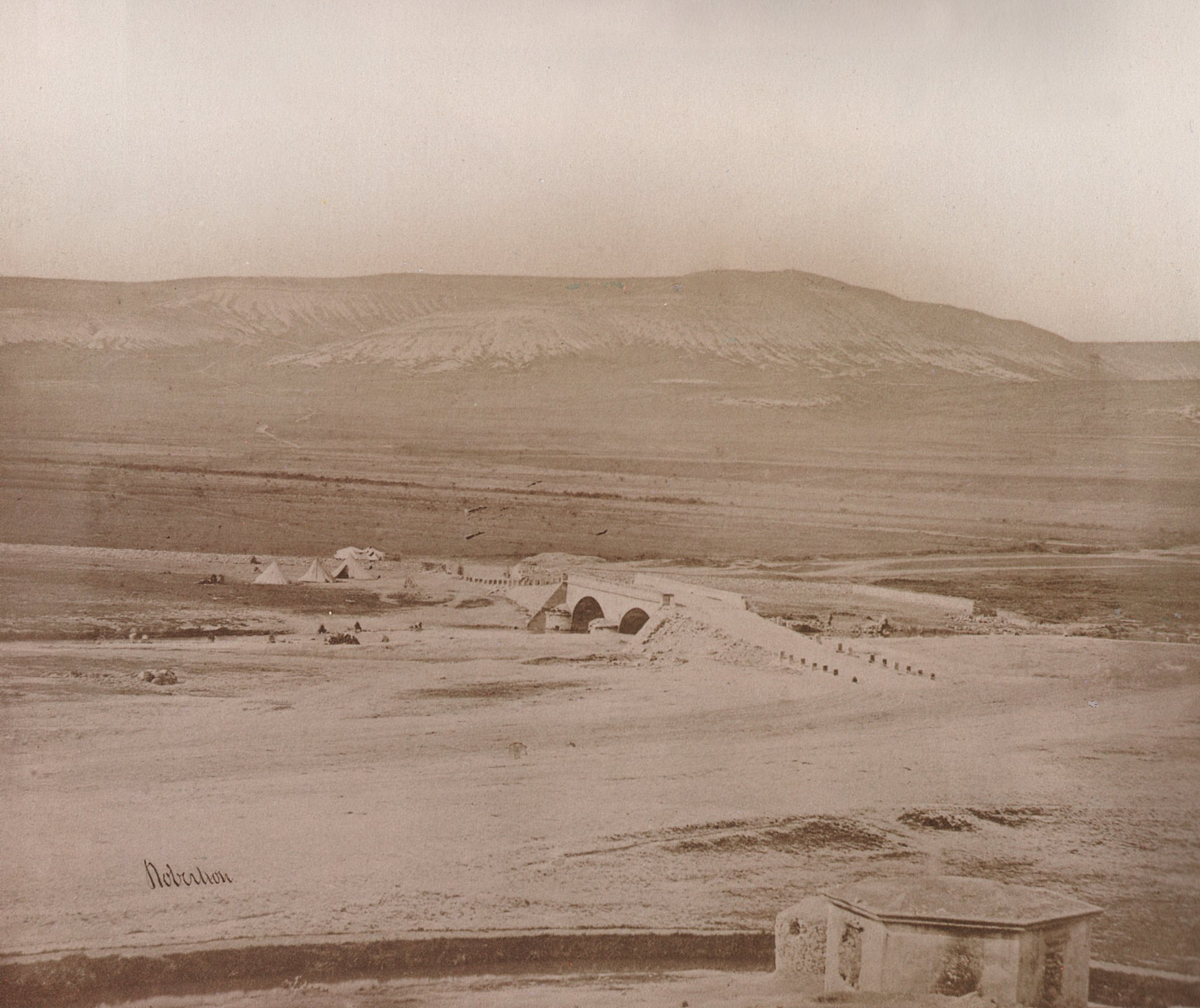
Le pont de Traktir en 1855.

La bataille commence par une offensive des Russes qui veulent mettre fin au siège de Sébastopol. Deux corps d'armée russes sous les ordres du prince Mikhaïl Gortchakov (58 000 soldats) affrontent les troupes franco-sardes du général Pélissier (36 000 hommes). Bien que les témoins de la bataille soient surpris par le courage des soldats russes et la vigueur de leur attaque, l'assaut de l'armée russe est très mal organisé. Gortchakov a en effet envoyé une note à ses généraux avec ces mots « Commençons », signifiant qu'ils devaient commencer à déployer leurs forces, alors que les généraux l'ont interprété comme un ordre de passer à l'attaque et ont agi en conséquence, se heurtant à une résistance de la part des Français et des Sardes du général Alfonso La Marmora.
La bravoure des soldats sardes et français des 50e, 82e, 95e, 97e régiments de ligne ; du 19e chasseurs à pied ; et des 2e et 3e régiments de zouaves est tout particulièrement remarquée. La bataille se termine par une victoire alliée.
Les pertes sont trois fois plus élevées du côté russe que du côté adverse ; les alliés perdent cependant le général sarde Montevecchio (Rodolfo Gabrielli di Montevecchio (it)). Quant aux sujets du tsar, ils perdent trois généraux.
La gestion peu efficace de la bataille a été sujet de railleries de la part de ses acteurs. Cette situation a ensuite inspiré à Léon Tolstoï une chanson satirique, qui demeure sa seule composition en vers connue
À Turin, la Via Cernaia perpétue le souvenir de cette bataille et à Paris la rue de Traktir.

### Sources contemporaines
- « Rapports officiels sur la bataille de Tchernaïa gagnée sur les Russes le 16 août 1855 par les armées alliées », Moniteur universel,‎ 18, 19, 29, 30 et 31 août 1855 (lire en ligne sur Gallica).
- Charles Alexandre Fay, Souvenirs de la guerre de Crimée, 1854-1856, Paris, Berger-Levrault, 1889 (lire en ligne sur Gallica)
- Camille Rousset, Histoire de la guerre de Crimée, Paris, Hachette, 1878 (lire en ligne sur Gallica)

### Sources modernes
- René Guillemin, La Guerre de Crimée : Le Tsar de toutes les Russie face à l'Europe, Paris, Éditions France-Empire, 1981, 326 p. (OCLC 742904076)